# Mehdi Boukamir
Mehdi Boukamir (Jemeppe-sur-Sambre, 26 de janeiro de 2004) é um futebolista marroquino que atua como meio-campista. Atualmente joga pelo Pafos FC, emprestado pelo Charleroi.

## Carreira
Um produto juvenil do Espoir Jemeppe e do Charleroi, Boukamir assinou seu primeiro contrato profissional com o Charleroi em 6 de fevereiro de 2021. Ele começou a treinar com as reservas do Charleroi no início da temporada 2022-23 antes de ser promovido ao time principal. Ele fez sua estreia profissional e sênior com o Charleroi em uma derrota por 4 a 1 na Primeira Divisão A da Bélgica para o Cercle Brugge em 21 de outubro de 2022. Em 13 de fevereiro de 2023, ele estendeu seu contrato profissional com o Charleroi até 2025. Em 9 de setembro de 2024, Boukamir foi emprestado ao Pafos, do Chipre.
Nascido na Bélgica, os pais de Boukamir são ambos marroquinos. Ele foi convocado para um campo de treinamento para o Marrocos Sub-17 em outubro de 2020. Desde então, ele representou a Bélgica até o Sub-19 .
Em junho de 2023, foi incluído no elenco final da seleção nacional sub-23 para a Copa das Nações Africanas Sub-23 de 2023, sediada pelo próprio Marrocos, onde os Leões do Atlas conquistaram seu primeiro título e se classificaram para as Olimpíadas de Verão de 2024.

## Títulos
Marrocos sub-23
- Jogos Olímpicos: 2024 (medalha de bronze)